# Емпедокъл
Емпедокъл (на старогръцки: Ἐμπεδοκλῆς) е древногръцки философ и гражданин на Акрагант, (колония на гр. Джела в Сицилия). Смята се, че е живял приблизително между 483 и 423 година преди н.е. Сведения за неговите живот и творчество са запазени от Диоген Лаерций. Според предаденото, Емпедокъл е автор на около 5000 стиха, от които днес са запазени около 530.
Във философската си поема „За природата“ той обяснява, че в основата на света и нещата стоят четирите стихии – земя, въздух, вода и огън. Тези стихии се привличат или се отблъскват или, както казва авторът, – цари дружба или враждебност. За Емпедокъл това е и основа на естествения отбор при живите същества, при които се налагат съществата с най-добра комбинация между четирите стихии. Друга прочута негова философска поема, от която са запазени фрагменти, е „Пречиствания“, излагаща възгледите на Емпедокъл за душата и прераждането.
Според легендата, за да не бъде видян, че умира, и така поклонниците му да разберат, че не е бог, Емпедокъл се хвърлил в кратера на Етна.
Емпедокъл е един от последните философи, които излагат своите идеи в стихове. За това към него проявяват интерес и литератори. Фридрих Хьолдерлин е автор на пиесата „Смъртта на Емпедокъл“, а Матю Арнолд му е посветил поемата „Емпедокъл на Етна“. Ромен Ролан, скоро след получаване на Нобеловата награда за литература, му посвещава едно есе.